# Yūto Nakamura (Nordischer Kombinierer)
Yūto Nakamura (jap. 中村 優斗, Nakamura Yūto; * 2. August 1997 in Iiyama) ist ein japanischer Skispringer, der zuvor in der Nordischen Kombination aktiv war.

## Werdegang
Nakamura nahm mehrfach an Nordischen Junioren-Skiweltmeisterschaften teil. Der Gewinn einer Medaille blieb ihm jedoch verwehrt. Seine besten Resultate waren ein sechster Platz 2015 in Almaty im Teamwettbewerb mit Yoshihiro Kimura, Hisaki Nagamine und Ryota Yamamoto sowie ein vierter Rang 2017 in Soldier Hollow im Gundersen-Wettkampf von der Normalschanze mit einer sich daran anschließenden Langlaufdistanz über fünf Kilometer. Sein Debüt im Continental Cup der Nordischen Kombination hatte er zuvor bereits am 5. März 2016 im französischen Chaux-Neuve gegeben, wo er 23. wurde. Sein bislang bestes Resultat in dieser Wettbewerbsserie war ein zwölfter Platz eine Woche später in Klingenthal. Am 10. Februar 2017 erfolgte der erstmalige Start im Weltcup mit einem 38. Rang im Gundersen-Wettbewerb in Sapporo. Der zweite Wettbewerb ließ anschließend fast ein Jahr auf sich warten. Am 4. Februar 2018 erzielte er in Hakuba den 18. Platz und damit erstmals eine Platzierung in den Punkterängen. Sein bisher letzten Wettkampf absolvierte er im März 2018.
Zur Saison 2019/20 wechselte Nakamura zum Spezialspringen. Bei seinem Debüt im Continental Cup Ende August 2019 gewann er auf Anhieb seinen ersten Punkt, kam jedoch im restlichen Saisonverlauf nicht mehr zum Einsatz.

## Statistik

### Weltcup-Platzierungen
| Saison  | Platz | Punkte |
| ------- | ----- | ------ |
| 2017/18 | 058.  | 13     |

### Continental-Cup-Platzierungen
| Saison  | Platz | Punkte |
| ------- | ----- | ------ |
| 2015/16 | 073.  | 30     |
| 2016/17 | 093.  | 07     |
| 2017/18 | 104.  | 03     |